# Iridomyrmex discors
Iridomyrmex discors é uma espécie de formiga do gênero Iridomyrmex.